# Смирнов, Владимир Алексеевич (переводчик)
Влади́мир Алексе́евич Смирно́в (16 января 1932 — 2 октября 2015) — российский литературный переводчик-полиглот.

## Биография
Родился в Москве 16 января 1932 года в рабочей семье. Его отец потерял кисти обеих рук на Великой Отечественной войне, брат Сергей всю жизнь проработал токарем-универсалом в Институте физических проблем.
Владимир Смирнов окончил Московский институт востоковедения в 1954 году по специальности страноведение с присвоением квалификации «страновед по Китаю». По окончании института поступил в редакцию журнала «Иностранная литература» на должность литературного сотрудника. С 1957 по 1959 год работал редактором в издательстве «Художественная литература». В период с 1962 по 1963 год работал редактором в издательстве «Географгиз».
Впоследствии занимался переводом литературных произведений иностранных авторов по заказу различных издательств. С 1982 года член Союза писателей СССР, с 2001 года член Союза писателей Москвы.
Дружил с Борисом Носиком, Симоном Маркишем, Виктором Хинкисом и Сергеем Юрским.
Владимир Смирнов уже в молодости знал около десяти языков, включая китайский, а впоследствии изучил японский, шведский, финский и венгерский. Только среди его опубликованных работ можно найти переводы с английского, венгерского, датского, итальянского, немецкого, шведского, финского и японского языков.
Переводил произведения Ханса Кристиана Андерсена, Туве Янссон, Джеральда Дарелла, Ганса Фаллады, Алана Маршалла, Ивлина Во, Марджори К. Ролингс, Гезы Оттлика, Кэндзабуро Оэ, Даниэля Каца, Гора Видала, Алана Силлитоу, Томаса Манна, Джанни Родари, Роберта Пири, Деймона Найта, Франса Силланпяя, Илмари Кианто, Вяйнё Линну, Хельви Хямяляйнен, Фридьеша Каринти, Иоханну Спири, Бернарда Маламуда и многих других авторов.
Некоторые специалисты и простые читатели полагают, что его переводы сказок Туве Янссон являются лучшими.
Умер в 2015 году. Прах захоронен в колумбарии на Донском кладбище.

## Некоторые переводы В. А. Смирнова[1][6][7]

### С датского
- Ханс Кристиан Андерсен, сказки

Бузинная матушка / Hyldemoer, 1844
Ёлка / Grantræet, 1844
Волшебный холм / Elverhøi, 1845
Прыгуны / Springfyrene, 1845
Счастливое семейство / Den lykkelige Familie, 1847
Соседи / Nabofamilierne, 1847
Тень / Skyggen, 1847
Истинная правда / Det er ganske vist, 1852
Последний сон старого дуба / Det gamle Egetræes sidste Drøm, 1858
Скороходы / Hurtigløberne, 1858
Ветер рассказывает о Вальдемаре До и его дочерях / Vinden fortæller om Valdemar Daae og hans Døttre, 1859
Дворовый петух и флюгерный / Gaardhanen og Veirhanen, 1859
Мотылёк / Sommerfuglen, 1860
Серебряная монетка / Sølvskillingen, 1861
Улитка и розы / Sneglen og Rosenhækken, 1861
На утином дворе / I Andegaarden, 1861
Чайник / Theepotten, 1863
Жаба / Skrubtudsen, 1866
Судьба репейника / Hvad Tidselen oplevede, 1869
Годы изданий: 1988
Русалочка/ Den lille Havfrue, 1837
Годы изданий: 1988, 1989

### Со шведского
- Туве Янссон, повести

Муми-тролль и комета / Kometen kommer, 1946
Годы изданий: 1967, 1967, 1987, 1991, 1991, 1992, 1992, 1992, 1992, 1993, 1994, 1994, 2001, 2003
Шляпа волшебника / Trollkarlens hatt, 1948
Годы изданий: 1976, 1987, 1991, 1992, 1992, 1992, 1992, 1993, 1993, 1993, 1993, 1994, 2001, 2003
Мемуары Муми-папы / Muminpappans memoarer, 1950
Годы изданий: 1994, 2001, 2003, 2004
Опасный канун / Farlig midsommar, 1954
Годы изданий: 1994, 2001, 2003

### С английского
- Джон Голсуорси, эссе

Надежда / Hope, 1908
Годы изданий: 1962, 1981, 1982, 1985, 1999
Власть / Power 1908
Мать / The Mother 1908
На отдыхе / Holiday, 1908
Ребёнок / A Child, 1908
Годы изданий: 1962, 1985, 1999
- Джеральд Даррелл

Три билета до Эдвенчер / Three Singles to Adventure, 1954
Годы изданий: 1978, 1986, 1988, 1990, 1991, 2002
Птицы, звери и родственники / Birds, Beasts and Relatives, 1969
Перевод В. Смирнова, Л. Деревянкиной
Годы изданий: 1986, 2001, 2005
- Марджори Киннан Ролингс

Моя мать живёт в Манвилле / A Mother in Mannville, рассказ, 1936
Годы изданий: 1973, 1978
Сверстники / The Yearling, роман, 1938
Годы изданий: 1990
- Алан Маршалл, рассказы

Пахнет гарью, 1950
Как я сталкивался с приятелем / Bumping into Friends, 1950
Как «оживить» компанию, 1950
«Тише, пожалуйста!», 1950
Как я заработал на орехи, 1950
Годы изданий: 1986
Кто трогал её последним?, 1950
Очень приятно с вами познакомиться, 1950
Раз ты уже встал…, 1950
Искусство отвечать, 1950
Люди, которых мы забываем, 1950
Годы изданий: 1965, 1986
Вот как жили люди в Спиво… / They were Tough Men on the Speewah, 1956
Поездка в автобусе / Catching the Bus, 1949
Страдай молча!, 1950
Почему тебя избегают, 1950
Годы изданий: 1977, 1986
- Роберт Пири

Северный полюс
Годы изданий: 1972, 2009, 2014
- Видал, Гор

Вашингтон, округ Колумбия
Годы изданий: 1967, 1968, 1989
- Джордж Майкл

Семья Майклов в Африке
Перевод Л. Деревянкиной, В. Смирновв
Годы изданий: 1994
- Ивлин Во

Не жалейте флагов / Put Out More Flags, роман, 1942
Годы изданий: 1971
- Алан Силлитоу

Ключ от двери / Key to the Door, роман, 1961
Перевод Н. Дехтеревой, Б. Ростокина, В. Смирнова
Годы изданий: 1964, 1964

### С венгерского
- Геза Оттлик

Училище на границе / Iskola a határon, роман
Перевод В. А. и А. В. Смирновых
Годы изданий: 1983
- Фридеш Каринти

Избранное
Годы изданий: 1987
- Жигмонд Мориц

Избранное
Годы изданий: 1978

### С итальянского
- Джанни Родари

Торт в небе / La torta in cielo, повесть, 1966
Годы изданий: 1969

### С немецкого
- Томас Манн

Тобиас Миндерникель / Tobias Mindernickel, рассказ, 1898
Годы изданий: 1960
- Ганс Фаллада

Перевод В. Смирнова, И. Татариновой
Что же дальше, маленький человек? / Kleiner Mann — was nun?, роман, 1932
Годы изданий: 1964, 1990
Обручальное кольцо
Годы изданий: 1964

### С финского
- Илмари Кианто

Красная черта.
Годы изданий: 1978
- Вяйнё Линна

Перевод И. Марциной и В. Смирнова
Неизвестный солдат
Годы изданий: 1991
- Франс Эмиль Силланпяя

Праведная бедность
Годы изданий: 1964
- Суомела Эркки

Чужая страна — черника
Годы изданий: 1980
- Хаакана Вейкко

Антери, сын Лапландии
Годы изданий: 1978
- Хельви Хямяляйнен

Дезертир
Годы изданий: 1967
- Йорма Курвинен

Овчарка Рой
Овчарка Рой и девятый «В»
Годы изданий: 1984, 2021
- Даниэль Кац

Как мой прадедушка на лыжах прибежал в Финляндию
Годы изданий: 2006

### С японского
- Кэндзабуро Оэ

Содержание скотины / 飼育 / Shiiku, новелла, 1958
Годы изданий: 1978, 1980